# Bandmalva
Bandmalva (Sphaeralcea angustifolia) är en malvaväxtart som först beskrevs av Antonio José Cavanilles, och fick sitt nu gällande namn av George Don jr. Enligt Catalogue of Life ingår Bandmalva i släktet klotmalvor och familjen malvaväxter, men enligt Dyntaxa är tillhörigheten istället släktet klotmalvor och familjen malvaväxter. Arten förekommer tillfälligt i Sverige, men reproducerar sig inte. Utöver nominatformen finns också underarten S. a. angustifolia.

## Bildgalleri

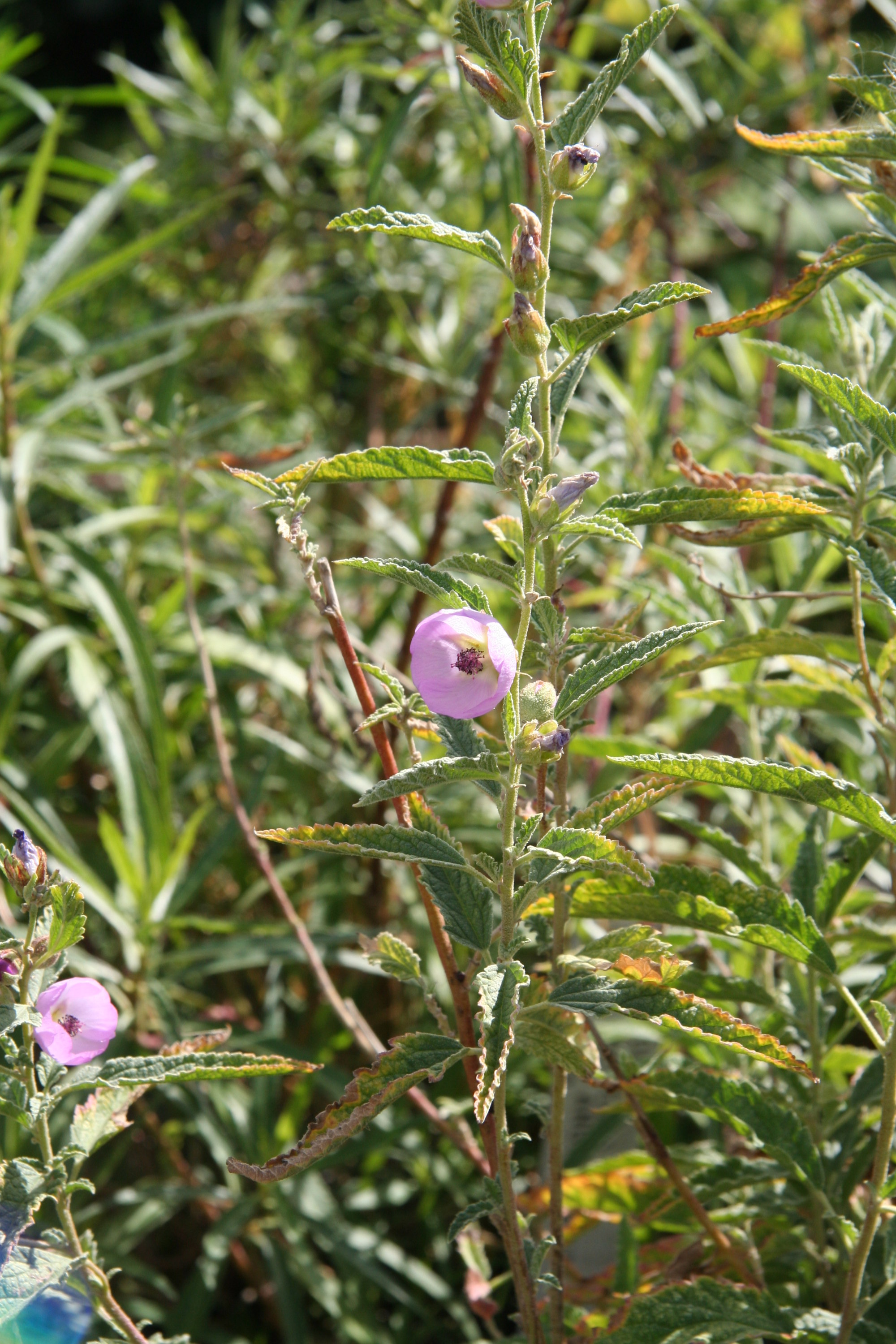
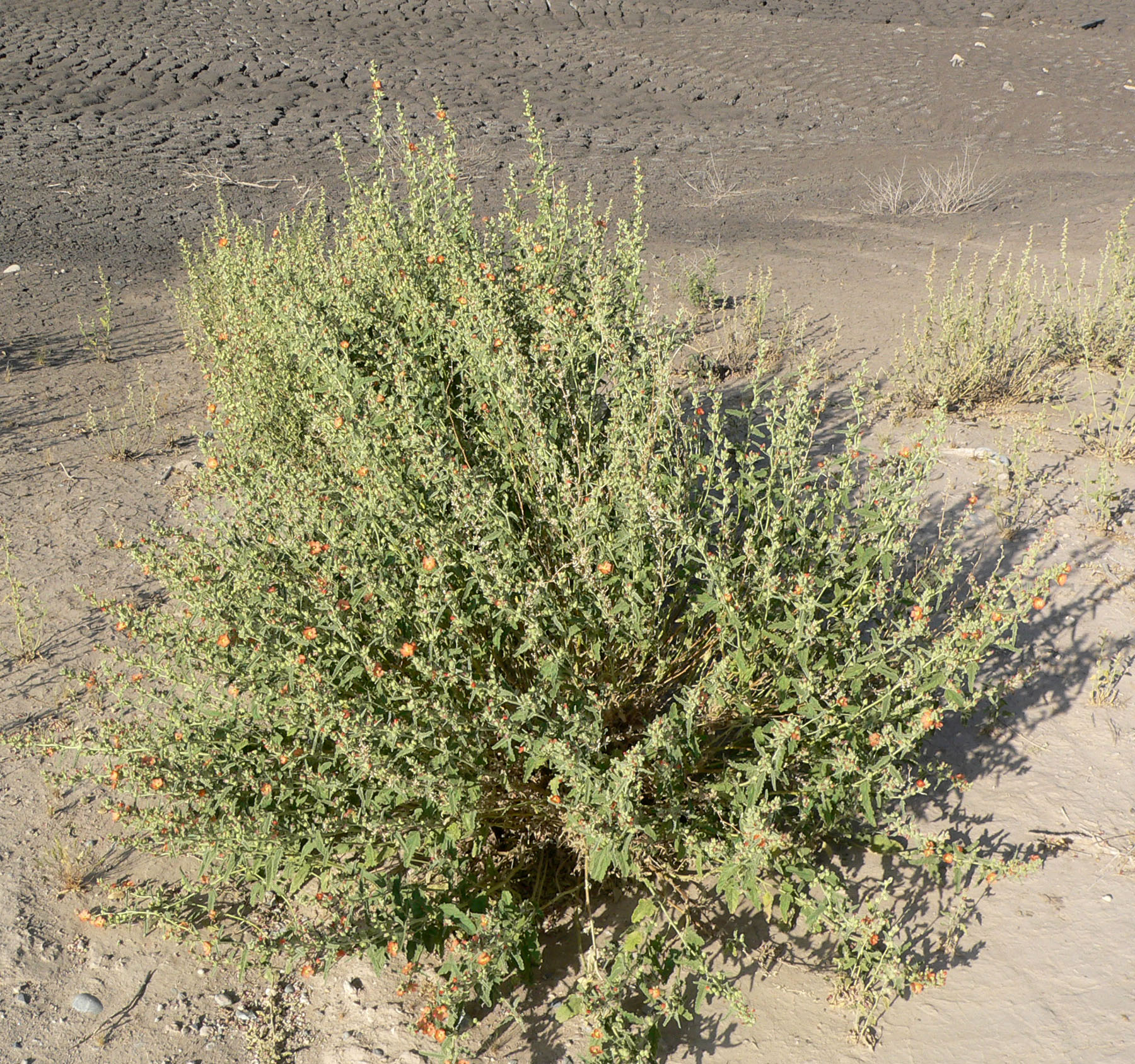
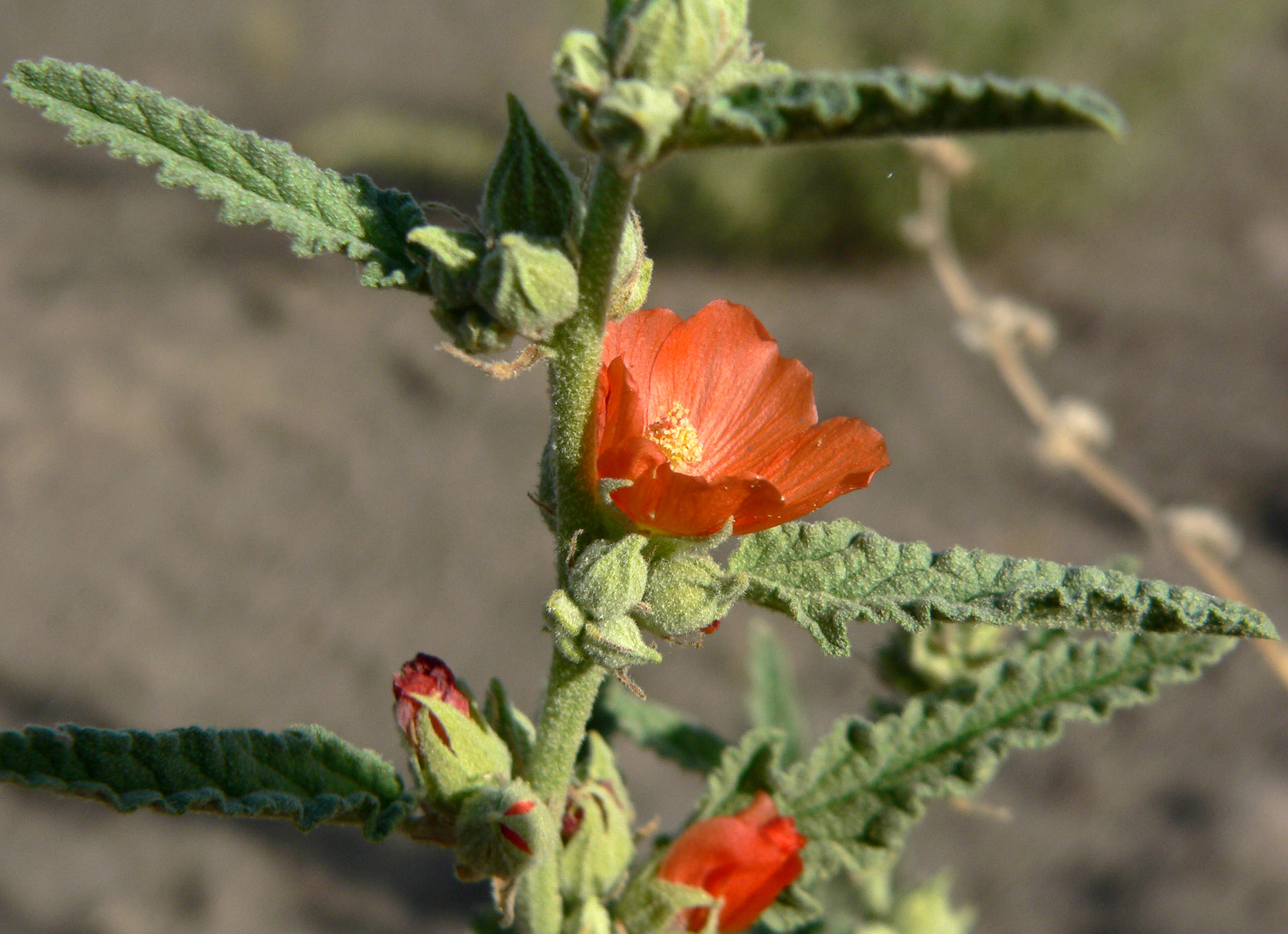
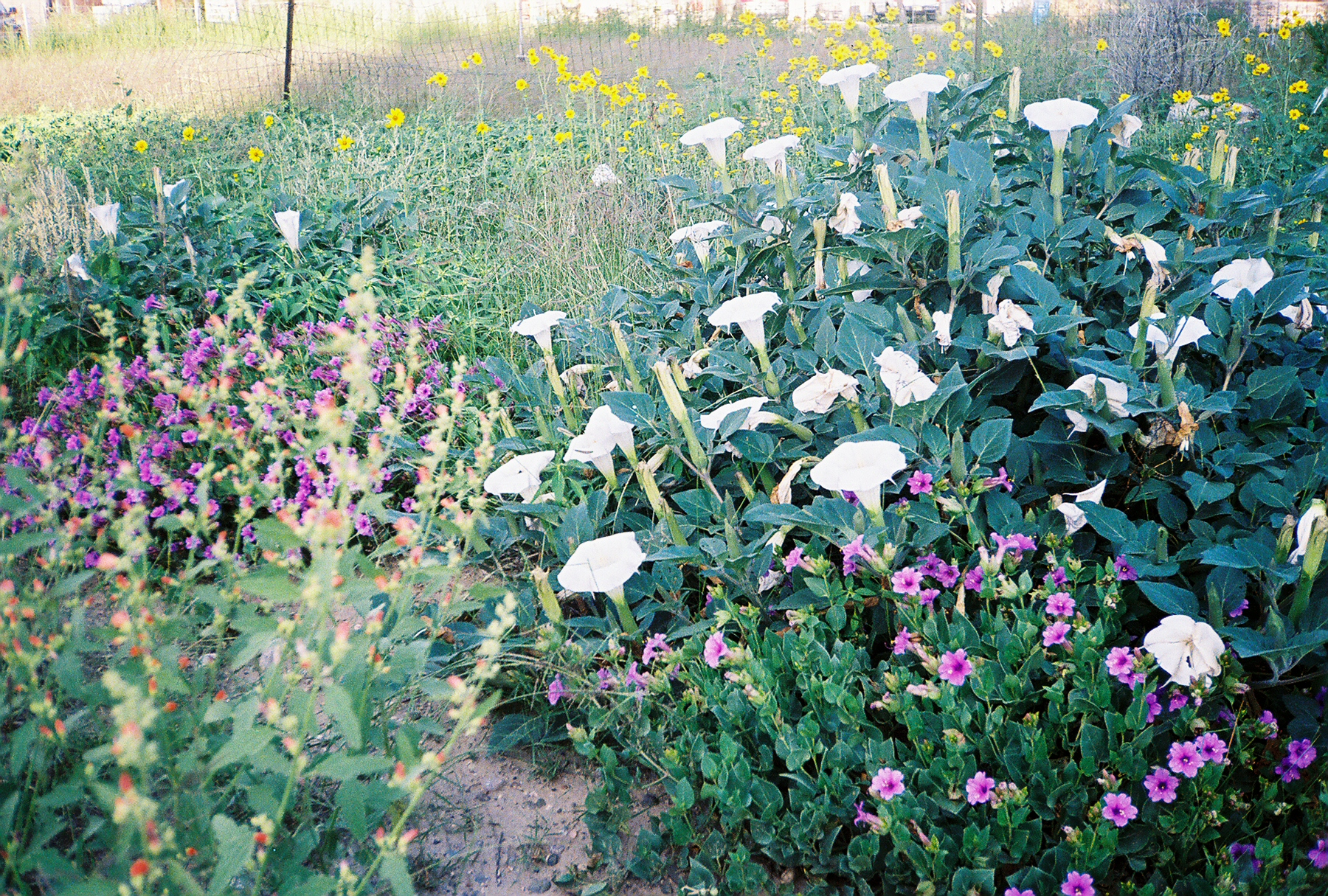
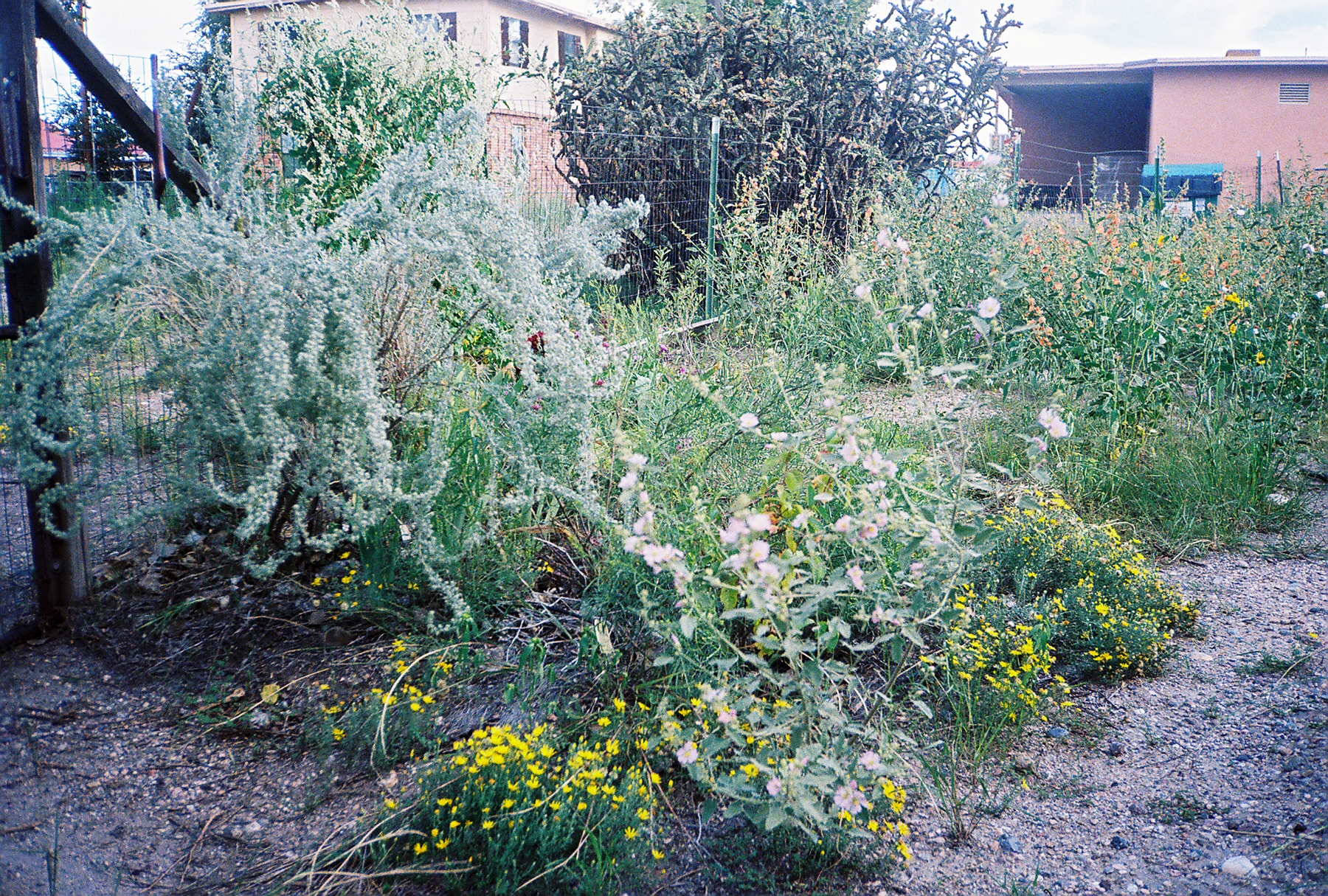